# Паскаль, Жизель
Жизель Паскаль (настоящие имя и фамилия — Жизель-Мари-Мадлен Таллон) (фр. Gisèle Pascal; 17 сентября 1921, Канны — 2 февраля 2007, Ним) — французская актриса
 театра и кино.

## Биография
Итальянского происхождения. Родилась в бедной семье. Окончила курсы стенографисток и начала работать секретарём. Посещала школу танцев. С 1941 года выступала в театральной труппе Клода Дофена.
В 1946 году у неё был роман с Ивом Монтаном. В 1947 году — любовница князя Монако Ренье III. После того, как в 1953 году ей было поставлено неправильное медицинское заключение о том, что Жизель не может иметь детей, Ренье III прервал с ней отношения.
После этого у Жизель был роман с Гэри Купером. В 1955 году она выходит замуж за актёра Раймона Пеллегрена, в браке с которым родилась дочь — Паскаль Пеллегрен, ныне актриса.
Жизель умерла от кровоизлияния в мозг в возрасте 85 лет. Похоронена на кладбище г. Сийан-ла-Каскад (департамент Вар).

## Творчество
Играла в театре, пела в опереттах. С 1941 года снималась в кино.

## Избранная фильмография
- 1941 : Арлезианка / L’Arlésienne — Арлезианка
- 1942 : Прекрасное приключение / La Belle Aventure
- 1945 : Жизнь богемы / La Ie de boheme — Мизетта
- 1945 : Madame et son flirt
- 1945 : Les J 3
- 1946 : Tombé du ciel
- 1946 : Люнегард / Lunegard
- 1946 : Последнее пристанище — Антуанетта
- 1947 : После любви / Après l’amour
- 1947 : Mademoiselle s’amuse
- 1949 : La Femme
- 1949 : Маленькая шоколадница / La Petite Chocolatière
- 1949 : Véronique
- 1951 : Красивая любовь / Bel Amour — Сюзанна Жерар-Мулен
- 1953 : Бесконечные горизонты / Horizons sans fin
- 1953 : Тайны Версаля
- 1953 : Boum sur Paris
- 1954 : Marchandes d’illusions
- 1954 : Le Feu dans la peau
- 1955 : La Madone des sleepings
- 1955 : Mademoiselle de Paris
- 1956 : Если бы нам рассказали о Париже — графиня де Монбелло
- 1956 : Жалость к роковым женщинам / Pitié pour les vamps
- 1957 : Sylviane de mes amours
- 1958 : Ça n’arrive qu’aux vivants
- 1961 : Seul… à corps perdu
- 1962 : Железная маска — мадам де Шом, возлюбленная д’Артаньяна
- 1968 : La promesse
- 1969 : Un cas de conscience
- 1969 : Тайный мир / L'Échelle blanche — Флоранс
- 1972 : La Mort d’un champion
- 1980 : La Vie des autres
- 1981 : Les Cinq Dernières Minutes
- 1982 : En haut des marches
- 1983 : Папаши — Луиза
- 1984 : Публичная женщина — Гертруда
- 1985 : Расследования комиссара Мегрэ (телесериал)
- 1986 : Ночные врачи / Médecins de nuit
- 1988 : Жюийе в сентябре — мадам Девакер